# بوزتشة وسطي
بوزتشة وسطي هي قرية في مقاطعة بارس أباد، إيران. يقدر عدد سكانها بـ 502 نسمة بحسب إحصاء 2016.